# 43ª edizione dei Directors Guild of America Award
La 43ª edizione dei Directors Guild of America Award si è tenuta il 16 marzo 1991 al Beverly Hilton Hotel di Beverly Hills e al Crowne Plaza di New York e ha premiato i migliori registi nel campo cinematografico, televisivo e pubblicitario del 1990. La cerimonia di Beverly Hills è stata presentata da Alan Alda, mentre quella di New York da Paul Sorvino.
Le nomination per il cinema sono state annunciate il 30 gennaio 1991, mentre quelle per la tv sono state annunciate l'8 febbraio 1991.

## Cinema
- Kevin Costner – Balla coi lupi (Dances with Wolves)
- Francis Ford Coppola – Il padrino - Parte III (The Godfather Part III)
- Barry Levinson – Avalon
- Martin Scorsese – Quei bravi ragazzi (Goodfellas)
- Giuseppe Tornatore – Nuovo Cinema Paradiso

## Televisione

### Serie drammatiche
- Michael Zinberg – In viaggio nel tempo (Quantum Leap) per l'episodio Ritorno a casa (Parte II) (The Leap Home (Part II) - 07.04.1970)
- Lesli Linka Glatter – I segreti di Twin Peaks (Twin Peaks) per l'episodio I sogni di Cooper (Cooper's Dreams)
- Scott Winant – In famiglia e con gli amici (thirtysomething) per l'episodio The Go-Between

### Serie commedia
- James Burrows – Cin cin (Cheers) per l'episodio Woody Interruptus
- Peter Baldwin – Blue Jeans (The Wonder Years) per l'episodio The Ties that Bind
- Barnet Kellman – Murphy Brown per l'episodio Bob & Murphy & Ted & Avery

### Film tv e miniserie
- Roger Young – Murder in Mississippi
- Gilbert Cates – Storia di Anna (Call Me Anna)
- Peter Werner – Hiroshima - Inferno di cenere (Hiroshima: Out of the Ashes)

### Serie televisive quotidiane
- Lynn Hamrick – ABC Afterschool Specials per l'episodio Testing Dirty
- Joanna Lee – CBS Schoolbreak Special per l'episodio The Fourth Man
- Mario Van Peebles – CBS Schoolbreak Special per l'episodio Malcolm Takes a Shot

### Documentari e trasmissioni d'attualità
- Elena Mannes – Amazing Grace
- Vincent DeVito – Let Me Be Brave
- Susan Steinberg – American Masters per la puntata Edward R. Murrow: This Reporter (Part 1)

### Trasmissioni musicali e d'intrattenimento
- Jeff Margolis – 62ª edizione della cerimonia dei Premi Oscar
- Hal Gurnee – Late Night with David Letterman per la puntata speciale dell'8º anniversario
- Paul Miller – In Living Color per la puntata pilota

### Trasmissioni sportive
- Robert Fishman – 1990 American League Championship Series per la trasmissione del 4° match
- William Webb – 1990 Kentucky Derby
- Doug Wilson – Wide World of Sports per la puntata con l'esibizione dei pattinatori Brian Boitano e Katarina Witt

## Pubblicità
- Peter Smillie – spot per Jeep Wrangler (Driving Lesson), United Parcel Service (Ian Alistair Mackenzie), National Council on Alcoholism (Little Girl), FMC Corporation (Perfectionist)
- Leslie Dektor – spot per Mercedes-Benz (Interview), Saturn (Launch), Bell Atlantic (Sundays)
- James Gartner – spot per Pizza Hut (Driveway; The Big Moment)), AT&T (Why Not)
- Michael Grasso – spot per Hallmark Cards (100th Birthday), Centri per la prevenzione e il controllo delle malattie (HIV Positive)
- Joe Pytka – spot per Nike (Bo & Bo), FedEx (New Technology), Diet Pepsi (Opera)

## Premi speciali

### Premio Frank Capra
- Howard W. Koch

### Premio Franklin J. Schaffner
- Chester O'Brien
- Mortimer O'Brien

### Robert B. Aldrich Service Award
- Larry Auerbach
- Milt Felsen

### Premio per il membro onorario
- Gilbert Cates